# Gottfried Hoffmann
Gottfried (Gotfried) Hoffmann (ca. 1630 i Lauban, Schlesien – 15. februar 1687 i København) var en dansk militæringeniør og korttegner.
Hoffmann indtrådte i krigstjenesten omkring 1647, blev konduktør 1648 og virkede som ingeniør, således i Skåne 1653 (udnævnt samme år) og de følgende år og i København fra 1658. Fra 1657-58 var han i felten og deltog sandsynligvis i Københavns forsvar mod svenskerne; i det mindste foreligger der fra slutningen af 1658 en kongelig resolution, som giver ham privilegium på et kobberstik over Københavns belejring. Senere, 1675-79, deltog han i den Skånske Krig. 1657 fik han bestalling som kaptajn, og han var i 1675 oberstløjtnant og i 1679 generalkvartermester. I 1680-81 benævntes han inspektør over fæstningerne eller generalingeniør. Da den danske og den holstenske fortifikationsetat – den første faste organisation af det militære ingeniørvæsen i kongeriget og hertugdømmerne – oprettedes 6. november 1684, blev Hoffmann chef for den danske etat og for sammes 1. kompagni, og i 1685 udnævntes han tillige til oberst og til kommandant i Citadellet Frederikshavn. Han døde 15. februar 1687. Der kendes ca. 250 kort fra hans hånd; mange af dem baseret på egne opmålinger.
Han er begravet i Holmens Kirke. Han var gift med Anna NN (død? september 1677 i København).

## Værker
Fæstningsanlæg:
- Helsingborg (1653-57)
- Projekt til Kastellet i København (1660-61)
- Nyanlæg af Fredericia (1662-72)
- Projekt til skanse ved Hals (1675)
- Projekt til genopførelse af Helsingborg (1678)
- Udvidelsen af Christianshavns Vold med Nyværk indtil Refshalegrunden (1682-92)

Bygninger:
- Krudttårn i Lollands Bastion, Fredericia (1671-75)
- Byplan for den vestligste del af Christianshavn med projekt til en kirke (1672)
- Hovedvagten på Kongens Nytorv, København (1680, nedrevet)
- Byplan for den østlige del af Christianshavn (1682)
- Projekt til forbindelsesvej mellem Københavns indfaldsveje (1685)

Kort:
- Vestlige Skåne (1657, Det Kongelige Bibliotek)
- Belejringen af København, forlæg for påtænkt kobberstik (1658, sammesteds)
- Illustrationer til: Christian den Vs Krigshistorie (manuskript, 1680'erne, Rigsarkivet)
- Tidligere fejlagtig tilskrivning: Kort over København (ca. 1700, Københavns Museum)